# 众安保险
众安在线财产保险股份有限公司（港交所：6060）简称众安保险，是中国首家和規模最大的互联网保险公司，2013年11月由蚂蚁金服、腾讯、中国平安等企业出资设立，总部设在上海，注册资本12.41亿人民币。现任CEO姜兴，員工總數逾3,000人，研发人員佔員工人數過半。

## 業務

### 保險業務
众安保险銷售採用全互聯網形式，不設線下代理。策略主要透過在夥伴公司網站、客戶端植入連結或整合界面獲取流量，輔以大數據分析，精確向特選用戶在特定時間以客戶端通知等形式鼓勵購買保險。部分產品的定價個人化，依靠數據分析動態調節保費；核保、出險強調自動化和速度。2016年的毛保費收入達人民幣34億元，與淘寶及天貓合作的退貨運費險佔了約35%。
眾安積極提供高頻和特色類保險品種，彌補了傳統保險公司產品的不足，這些例子包括：自動理賠的航班延誤險、和小米科技合作的碎屏險、銀行卡盜刷保險及電訊詐騙保險等。此外眾安保險也有提供旅行保险、意外保险、车险、健康保险和团体保险等傳統險種。但中國保監會在2017年10月發文指出，眾安保險在和保險代理機構合作事宜上，涉嫌違規超範圍經營。消息導致眾安保險股價急挫。
眾安的招股書披露，截至2016年12月31日之過去12個月，該公司毛收入按年上升百分之36；同期擁有者權益為人民幣68.6億元，按年變動不大。

### 虛擬銀行服務
2019年3月27日，眾安保險與百仕達集團合資成立的眾安虛擬金融獲香港金管局發出虛擬銀行牌照。眾安在綫旗下眾安科技（國際）總裁許煒稱，初期投入資本為15億元，目前團隊近百人，未來將會繼續擴充人手，有信心按金管局要求於六至九個月內開業，並先提供存款、貸款及匯款等基本銀行服務。
2019年12月，眾安銀行開始試業。
2020年4月獲香港保監局發出虛擬保險牌照。5月起，眾安人壽保險有限公司以ZA Insure 品牌於香港開始線上壽險業務。

## 融资
2015年6月，众安保险获得摩根士丹利等5家投资机构9.34亿美元（约58亿元人民幣）的A轮融资，估值达到80亿美元（约500亿元人民幣）。

## 上市
眾安保險之大股東為螞蟻金服、騰訊及中國平安，各持有超過一成股份，故眾安保險又被稱為“三馬概念股”（三馬即是阿里巴巴CEO馬雲、騰訊CEO馬化騰及中國平安CEO馬明哲）。軟銀為眾安保險的唯一基石投資者，認購公開發行股份之36%。摩根大通、瑞士信貸、瑞銀、招商银行擔任其聯席保薦人。
眾安保險受到了個人投資者的熱捧，公開認購部分超額391倍。隨後於11月初上市，同為科網企業的閱文集團，也因著眾安保險的大幅超額認購和股價表現而備受市場關注，招股反應十分良好。
該公司於2017年9月28日上市，最終發售價定為59.7元，市值近千亿港幣。定價是招股範圍之上限。為突顯公司創新之形象，香港交易所破例允許公司團隊在上市儀式穿便裝。